# Wladimir Jakowlewitsch Luttschenko
Wladimir Jakowlewitsch Luttschenko (russisch Владимир Яковлевич Лутченко; * 2. April 1949 in Ramenskoje, Russische SFSR) ist ein ehemaliger russischer Eishockeyspieler.

## Karriere
Zur Saison 1969/70 begann der Verteidiger seine Karriere bei HK ZSKA Moskau und er blieb bei diesem Verein, bis er nach der Saison 1980/81 seine aktive Karriere beendete. Insgesamt erzielte er 58 Tore in 459 Spielen in der sowjetischen Liga. Schon früh wurde er in das Team der sowjetischen Eishockeynationalmannschaft berufen. Am 3. Dezember 1967 stand er in einem Spiel gegen Kanada zum ersten Mal für die Sbornaja auf dem Eis. Seine internationale Karriere wurde mit den Goldmedaillen bei den Olympischen Winterspielen 1972 und 1976 gekrönt. Für die Nationalmannschaft erzielte er 34 Tore in 281 Länderspielen. Bei den Eishockey-Weltmeisterschaften wurde er acht Mal mit seiner Mannschaft Weltmeister (1969, 1970, 1971, 1973, 1974, 1975, 1978 und 1979). 1970 wurde er in die „Russische Hockey Hall of Fame“ aufgenommen. Am 14. September 1980 bestritt er sein letztes Länderspiel.

## Erfolge und Auszeichnungen
- 1972 Medaille „Für heldenmütige Arbeit“
- 1975 Ehrenzeichen der Sowjetunion
- 1978 Orden des Roten Banners der Arbeit
- 1996 Orden der Ehre
- 2011 Verdienstorden für das Vaterland IV. Klasse

### National
| - 1968 Sowjetischer Meister mit dem ZSKA Moskau - 1970 Sowjetischer Meister mit dem ZSKA Moskau - 1971 Sowjetischer Meister mit dem ZSKA Moskau - 1972 Sowjetischer Meister mit dem ZSKA Moskau - 1973 Sowjetischer Meister mit dem ZSKA Moskau - 1975 Sowjetischer Meister mit dem ZSKA Moskau | - 1977 Sowjetischer Meister mit dem ZSKA Moskau - 1978 Sowjetischer Meister mit dem ZSKA Moskau - 1979 Sowjetischer Meister mit dem ZSKA Moskau - 1980 Sowjetischer Meister mit dem ZSKA Moskau |

### International
| - 1967 Goldmedaille bei der U19-Europameisterschaft - 1969 Goldmedaille bei der Weltmeisterschaft - 1970 Goldmedaille bei der Weltmeisterschaft - 1971 Goldmedaille bei der Weltmeisterschaft - 1972 Goldmedaille bei den Olympischen Winterspielen - 1972 Silbermedaille bei der Weltmeisterschaft - 1973 Goldmedaille bei der Weltmeisterschaft - 1974 Goldmedaille bei der Weltmeisterschaft | - 1975 Goldmedaille bei der Weltmeisterschaft - 1976 Goldmedaille bei den Olympischen Winterspielen - 1976 Silbermedaille bei der Weltmeisterschaft - 1977 Bronzemedaille bei der Weltmeisterschaft - 1978 Goldmedaille bei der Weltmeisterschaft - 1979 Goldmedaille bei der Weltmeisterschaft |

## Karrierestatistik
(Legende zur Spielerstatistik: Sp oder GP = absolvierte Spiele; T oder G = erzielte Tore; V oder A = erzielte Assists; Pkt oder Pts = erzielte Scorerpunkte; SM oder PIM = erhaltene Strafminuten; +/− = Plus/Minus-Bilanz; PP = erzielte Überzahltore; SH = erzielte Unterzahltore; GW = erzielte Siegtore; 1 Play-downs/Relegation; Kursiv: Statistik nicht vollständig)